# İpek Çiçek
İpek Çiçek (Istanbul, 26 marzo 1999) è un'attrice turca.

## Biografia
Nata nel 1999 a Istanbul (Turchia), İpek Çiçek dopo aver completato l'istruzione primaria e secondaria ha deciso di iscriversi presso l'Università Bilgi di Istanbul, dove al termine degli studi ha conseguito la laurea. Nel 2017 ha compiuto il suo esordio al cinema nel film Dört Köse diretto da Ömer Faruk Yardimci. Nel 2019 ha ottenuto un ruolo di Gamze Meriç nella serie televisiva Elimi Bırakma.
Nel 2020 ha ricoperto il ruolo di Kübra Aydinli nella serie televisiva medica Il dottor Alì (Mucize Doktor). Nello ha fatto parte del cast della serie Gençliğim Eyvah, nel ruolo di Ayşe Bozoğlu. Nello stesso anno ha vestito i panni di Nene nella serie Çocukluk. Nel 2022 ha dato vita al personaggio di Belkis nella serie Mezzanotte a Istanbul (Pera Palas'ta Gece Yarısı), seguita dal ruolo di Ella nella sere I Gefyra e nel 2023 dal ruolo principale di Ekin nella serie L'Attrice (Aktrist). Nel 2023 e nel 2024 ha ottenuto il ruolo di Ceylan Soykan nella serie The Family (Aile).

## Filmografia

### Cinema
- Dört Köse, regia di Ömer Faruk Yardimci (2017)

### Televisione
- Elimi Bırakma – serie TV, 10 episodi (TRT 1, 2019)
- Il dottor Alì (Mucize Doktor) – serie TV, 3 episodi (Fox, 2020)
- Gençliğim Eyvah – serie TV, 17 episodi (ATV, 2020)
- Çocukluk – serie TV, 9 episodi (Fox, 2020)
- Mezzanotte a Istanbul (Pera Palas'ta Gece Yarısı) – serie TV, 4 episodi (Netflix, 2022)
- I Gefyra – serie TV, 10 episodi (2022)
- The Family (Aile) – serie TV, 30 episodi (Show TV, 2023)
- L'Attrice (Aktris) – serie TV, 8 episodi (Disney+, 2023)

## Doppiatrici italiane
Nelle versioni in italiano dei suoi film e delle sue serie TV, İpek Çiçek è stata doppiata da:
- Giulia Tarquini[17] in The Family[18]
- Veronica Puccio[19] ne Il dottor Alì[20]